# Горња Плошчица
Горња Плошчица (хрв. Gornja Ploščica) је насељено место у општини Велика Трновитица, Бјеловарско-билогорска жупанија, Хрватска.

## Историја
До територијалне реорганизације у Хрватској била је у саставу старе општине Гарешница.

## Становништво
У попису становништва из 2011. године, Горња Плошчица је имала 39 становника.
| Број становника према пописима | Број становника према пописима | Број становника према пописима | Број становника према пописима | Број становника према пописима | Број становника према пописима | Број становника према пописима | Број становника према пописима | Број становника према пописима | Број становника према пописима | Број становника према пописима | Број становника према пописима | Број становника према пописима | Број становника према пописима | Број становника према пописима | Број становника према пописима |
| ------------------------------ | ------------------------------ | ------------------------------ | ------------------------------ | ------------------------------ | ------------------------------ | ------------------------------ | ------------------------------ | ------------------------------ | ------------------------------ | ------------------------------ | ------------------------------ | ------------------------------ | ------------------------------ | ------------------------------ | ------------------------------ |
| 1857                           | 1869                           | 1880                           | 1890                           | 1900                           | 1910                           | 1921                           | 1931                           | 1948                           | 1953                           | 1961                           | 1971                           | 1981                           | 1991                           | 2001                           | 2011                           |
| 0                              | 0                              | 0                              | 0                              | 158                            | 0                              | 0                              | 0                              | 184                            | 164                            | 155                            | 105                            | 78                             | 59                             | 42                             | 39                             |

Напомена: Исказује се као насеље од 1900. Од 1910. до 1931. подаци су садржани у насељу Нова Плошчица. Године 1900, 1948. и 1953. исказивано се под именом Новоплошчићи Виногради, а од 1961. до 1981. под именом Горња Плошћица.